# 任朗
任朗（1913年—2005年），辽宁沈阳人。中国机电学家。

## 生平
1933年，毕业于天津北洋大学附属高中。1937年，毕业于上海交通大学电机学院电信专业，后留学美国，获得哈佛大学博士学位。回国后，历任上海沪江大学物理系教授、系主任，唐山工学院电机系教授、系主任，西南交通大学电机系教授。

## 著作
著有《椭圆截面的无限长金属棒对任意平面电磁波在有损耗的各向同性无限媒质中的散射》、《天线理论基础》等。